# Wordplay (bài hát)
"Wordplay" là ca khúc của ca sĩ/nhạc sĩ người Mỹ Jason Mraz phát hành như đĩa đơn đầu tiên từ album Mr. A-Z năm 2005. Ca khúc là bài hát thứ hai của  Mraz đứng trong bảng xếp hạng Billboard Hot 100 ở vị trí #81 sau "The Remedy (I Won't Worry)". Đây là đĩa đơn thành công nhất từ Mr. A-Z.

## Danh sách track
1. "Wordplay" [1]
2. "Life Is Wonderful" (Alternate Version) (feat. Gregory Page) [1]
3. "I'm Yours" (Original Demo)[1]

## Bảng xếp hạng
| Bảng xếp hạng               | Vị trí cao nhất |
| --------------------------- | --------------- |
| U.S. Billboard Hot 100      | 81              |
| U.S. Billboard Adult Top 40 | 17              |
| U.S. Billboard Pop 100      | 59              |